# Pheroliodes lindsayae
Pheroliodes lindsayae är en kvalsterart som beskrevs av Hunt 1996. Pheroliodes lindsayae ingår i släktet Pheroliodes och familjen Pheroliodidae. Inga underarter finns listade i Catalogue of Life.